# María Luisa Escobar
María Luisa González Gragirena de Escobar (ur. 5 grudnia 1903 w Valencii, zm. 14 maja 1985 w Caracas) – wenezuelska kompozytorka, pianistka, muzykolożka, karykaturzystka.

## Życiorys
Uczyła się gry na fortepianie i kompozycji w Colegio Lourdes. Studiowała muzykę u Jeana Rogera-Ducasse’a w Paryżu. Była pianistką, muzykolożką i karykaturzystką. Była dyrektorką Ateneo de Caracas, prezeską wenezuelskiego Czerwonego Krzyża (zob. Międzynarodowy Ruch Czerwonego Krzyża i Czerwonego Półksiężyca).

## Nagrody
- Premio Nacional de Música(inne języki) (1984)[4]

## Twórczość
Pisała utwory orkiestrowe, skrzypcowe, fortepianowe, balety, pieśni, tworzyła opracowania pieśni ludowych, znana jest zwłaszcza z licznych boler. Wybrane kompozycje:
- Orquideas azules (1941)[2]
- Ruptura de relaciones[2]
- Cinco Aguilas blancas[2]
- Noche de luna en Altamira, walc-nokturn[5]
- muzyka do filmu Flor del campo (1951)[3]